# Maria Giovanna Cherchi
Maria Giovanna Cherchi (Bolotana, 4 luglio 1978) è una cantautrice italiana.

## Biografia
Inizia ad approcciarsi alla musica a 6 anni, esibendosi in eventi e programmi televisivi. Nel 1995 vince il concorso Una città per cantare con il brano Roccas. Subito dopo, firma un contratto con la casa di produzione R&G Music, con la quale collabora ancora oggi. 
Nel 2005, per beneficenza, duetta con Elio nel brano Roberta, dedicato alla dottoressa Roberta Zedda uccisa dopo un tentativo di violenza sessuale nell'ambulatorio della guardia medica di Solarussa nel luglio del 2003. Nell'aprile 2007 tiene una tournée in Australia.
A partire dal 2007, la cantante si interessa alla musica religiosa. Nel dicembre 2007 pubblica l'album Pregadorias che contiene alcune preghiere in lingua sarda, mentre nel luglio 2008 esegue Deus ti salvet Maria nella grotta delle apparizioni della Madonna a Lourdes, replicando nel settembre dello stesso anno in occasione di una visita di Papa Benedetto XVI in Sardegna.
Nel dicembre 2008 pubblica l'album Pasca 'e Nadale e l'anno successivo pubblica il suo settimo album, Prendas dedicato ai bambini contenente anche le basi strumentali. Nel marzo del 2010 una raccolta di sue canzoni viene inserita nella collana Donne stelle della Sardegna, distribuita da Unione Sarda assieme ad altre raccolte di canzoni scritte da cantanti sarde. Nel 2011 pubblica l'album Deo e Tue e tenta la partecipazione al Festival di Sanremo con la canzone Chelos de Oriente.
Nel 2013 si esibisce in occasione della visita di Papa Francesco in Sardegna. Nel 2014 si esibisce a Sofia in un festival jazz. Nel maggio dello stesso anno duetta con Mango in una cover di No potho reposare. Nel 2015 il suo singolo Buona è la Luna viene scelto come colonna sonora del padiglione cinese ad Expo 2015.
Nel maggio 2016 pubblica il suo nono album, Anima, in collaborazione coi Tazenda, mentre nel dicembre 2019 partecipa alla composizione dell'album Alenu De Paghe - Forza Paris, progetto benefico prodotto e distribuito dal quotidiano La Nuova Sardegna e dalla R&G Music accompagnata dalla Banda della brigata Sassari. Nel dicembre del 2020 duetta con Tore Fazzi, cantante dei Collage, nel brano Inue Nasched su Sole scritta da Sòleandro.
Nel 2022 pubblica il suo decimo album, Sirena, che contiene una versione di Deus ti salvet Maria cantata in duetto con Fausto Leali. Il 4 luglio 2023 viene pubblicato il videoclip di questo brano, girato a Gerusalemme.
Nel marzo 2024 pubblica il singolo Ambasciadores de Sardigna dedicato ai sardi nel mondo in collaborazione con la Fondazione Maria Carta. Il 25 aprile 2025 pubblica il suo undicesimo album, Brincu, in occasione dei suoi trent'anni di carriera.

### Carriera televisiva e cinematografica
Nel 2003 incide la sigla della trasmissione televisiva Aspettando Buonasera Sardegna in onda su Sardegna Uno. Qualche anno più tardi, nel 2006, partecipa al programma televisivo di Rai 1 I raccomandati accompagnata dai Ricchi e Poveri, vincendo la puntata.
Nel 2012, recita in Su Re, film del regista sardo Giovanni Culumbu che racconta la storia di Gesù. 
Nel 2021 è conduttrice del programma su Rai3 Sardegna Disterrados, concentrato sulle storie dei sardi più illustri. Nel 2023 conduce il varietà  C’è Scraffingiu per te su Videolina, insieme al sindaco di Scraffingiu Alessandro Pili.

## Riconoscimenti
- 2009 - Premio “S’Istima” a Mamoiada
- 2016 - Premio Sarda dell’Anno
- 2017 - Premio Alziator
- 2017 - Premio Maria Carta per la migliore voce femminile
- 2023 - Premio Discografico Mario Cervo
- 2023 - Premio alla carriera Musica&Poesia
- 2023 - Premio Cavallino della Giara
- 2023 - Premio “Feminas”

## Discografia

### Album in studio
- 1998 - Ammentos
- 2001 - Unu frore che a tie
- 2003 - Terramama
- 2005 - Mediterranea
- 2007 - Pregadorias
- 2008 - Pasca 'e Nadale
- 2009 - Prendas
- 2011 - Deo e tue
- 2016 - Anima
- 2022 - Sirena
- 2025 - Brincu

### Singoli
- 2024 - Ambasciadores de Sardigna

## Televisione
- I raccomandati (Rai 1, 2006)
- Disterrados (Rai 3 Sardegna, 2021)
- Binu de Sardigna (Catalan TV, 2023) - conduttrice
- C'è Scraffingiu per te (Videolina, dal 2023) - conduttrice
- S’iscola de Cantu (Rai 3 Sardegna, 2025) - conduttrice

## Filmografia
- Su Re, regia di Giovanni Culumbu (2012)